# Radio Pontevedra
Radio Pontevedra, también denominada Radio Pontevedra-Cadena Ser, es una emisora de radio pontevedresa con concesión desde 1932 y que tiene el indicativo EAJ 40. La emisora está asociada a la SER, desde donde emite gran parte de su programación, junto con producciones propias.

## Historia
En 1932 le fue concedida la licencia necesaria para una estación de radio a Enrique Vázquez Lescaille, promotor de la emisora junto con sus hermanos Evaristo y Vicente. Las primeras emisiones debieron realizarse a principios de 1933, paralelamente a las de Radio Galicia desde Santiago de Compostela. Aunque ambas se atribuyen ser pioneras de la radio en Galicia y existen testimonios orales de que las emisiones en prueba pudieron ser anteriores en el caso de Pontevedra, no hay documentación que lo certifique, por lo que Radio Galicia es considerada la decana.
Los hermanos Vázquez Lescaille instalaron los primeros estudios de Radio Pontevedra en un cobertizo tras la tienda que tenían en la calle Peregrina, donde vendían receptores de radio desde 1929. Las emisiones regulares de Radio Pontevedra comenzaron el 24 de enero de 1934 a partir de las 13.30 horas. hasta las 3 p.m. con un programa musical que comenzó con el Cuarteto en Re, opus 11 (Andante Cantabile) de Piotr Ilich Chaikovski y cerró con El Regreso del Festival de Gaiteiros de Soutelo. En los primeros años de la emisora destacó el programa de radioteatro de los jueves por la noche, en cuya adaptación de La vida es sueño de Calderón de la Barca participaría la actriz Josefina Blanco, viuda de Ramón María del Valle-Inclán.
En 1942 los hermanos Vázquez Lescaille vendieron Radio Pontevedra a José Hermida Vidal, quien potenció la emisora y la asoció a la SER en 1953. Radio Pontevedra pertenece desde entonces a la familia Hermida y su actual director es Jorge Juan Hermida Aldao.
A lo largo de la historia de Radio Pontevedra han destacado en la emisora diferentes profesionales: Balbino de las Fuentes Mora, María Elena Alonso, Meli Fandiño, Xosé Luis Portela o Eugenio Giráldez, director de informativos de 1981 a 2012.

## Frecuencias
Actualmente Radio Pontevedra lidera un grupo que explota diferentes emisoras de Prisa Radio :
- Radio Pontevedra- SER : 1116 de OM 98.7 de FM y 99.7 FM (Meis)
- Radio Arosa-SER: 95.6 FM
- Cadena Dial - Pontevedra: 91.4 da FM
- LOS40 Pontevedra: 89.1 FM
- LOS40 Classics: 105.1 FM
- LOS40 Dance: 92.7 FM